# Ahmet Özacar
Ahmet Refik Özacar (* 8. Mai 1937 in Lüleburgaz; † 23. Oktober 2005 in Istanbul) war ein türkischer Fußballspieler. Durch seine langjährige Tätigkeit für Beşiktaş Istanbul wird er sehr stark mit diesem Verein assoziiert. Von Fan- und Vereinsseiten wird er als einer der legendärsten Spieler der Vereinsgeschichte gesehen. Mit 18 Jahren war er einer der Spieler, der die längste Zeit für den Verein aktiv war. Er war ein wichtiger Teil jener Beşiktaş-Mannschaft, die zum ersten Mal zweimal nacheinander die türkische Meisterschaft gewinnen konnte. Da bei seinem Wechsel im Sommer 1955 zu Galatasaray mit Ahmet Berman ein weiterer Ahmet im Mannschaftskader existierte und dieser älter war, wurde Özacar fortan als der Küçük Ahmet (dt.: Der kleine Ahmet) bezeichnet und Berman als Büyük Ahmet (dt.: Der große Ahmet). Jährlich wird an seinem Todestag von Vereinsfunktionären und Anhängern Beşiktaş’ an seinem Grab eine Gedenkfeier gehalten.

## Karriere

### Verein
Özacar begann mit dem Fußball in seiner Heimatstadt Lüleburgaz und wechselte 1955 mit 18 Jahren in die Nachwuchsabteilung von Beşiktaş Istanbul. Bereits zur Saison 1955/56 wurde er in den Kader der Fußballmannschaft Beşiktaş’ aufgenommen. Er kam in dieser Spielzeit in der Partie der İstanbul Profesyonel Ligi (dt. Istanbuler Profiliga) vom 4. Dezember 1955 gegen Fenerbahçe Istanbul zum Einsatz und gab damit sein Profidebüt. Da damals in der Türkei keine landesübergreifende Profiliga existierte, existierten stattdessen in den Ballungszentren wie Istanbul, Ankara und Izmir regionale Ligen, von denen die İstanbul Profesyonel Ligi als die renommierteste galt. Im weiteren Saisonverlauf absolvierte er drei weitere Ligaspiele und erzielte dabei ein Tor. Bereits in seiner zweiten Saison, Saison 1956/57, eroberte er sich einen Stammplatz und war mit zwölf Pflichtspieltoren hinter seinem Teamkameraden Nazmi Bilge der zweiterfolgreichste Torschütze seines Vereins. Mit seinem Team blieb er in der Meisterschaft zwar ohne Titelchancen, jedoch gewann er mit ihr den Föderationspokal. In den nächsten zwei Spielzeiten der Istanbuler Profiliga blieb Özacar mit seiner Mannschaft ohne Titelgewinn, verteidigte aber in der Saison 1957/58 seinen Titel im Föderationspokal.
Im Frühjahr 1959 wurde mit der Millî Lig (der heutigen Süper Lig) die erste landesweit ausgelegte Nationalliga der Türkei gegründet. Diese Liga löste die regionalen Ligen in den größeren Ballungszentren, wie z. B. die Istanbuler Profiliga, als höchste und einzige türkische Spielklasse ab. Aus der Istanbuler Profiliga wurden die ersten acht Mannschaften in diese Liga aufgenommen. Özacar nahm mit Beşiktaş an dieser neuen Liga teil und beendete die erste Saison auf dem zweiten Tabellenplatz der Vorrunde und verfehlte die Möglichkeit, erster türkischer Meister zu werden. Zur zweiten Saison der Millî Lig, der Saison 1959/60 übernahm Özacars Mannschaft die Tabellenführung und beendete die Saison als Türkischer Meister. Damit gehörte Özacar zu jenem Kader der die erste türkische Meisterschaft für Beşiktaş holte. Özacar bildete mit seinem Teamkollegen Şenol Birol, Arif Özataç, Nazmi Bilge und Birol Pekel die Offensive Beşiktaş' und trug mit neun Ligatoren und etlichen Vorlagen zu diesem Titel bei. In der nächsten Saison verfehlte Beşiktaş die Titelverteidigung und beendete die Saison als Tabellendritter. Özacar stellte mit seinen 15 Ligatoren seinen bisherigen Karriererekord auf und war damit einer der erfolgreichsten Torschützen der Liga. Nachdem Özacar mit seinem Verein die Saison 1962/63 erneut als Tabellendritter beendet hatte, spielte er in der Saison 1963/64 wieder um die Türkische Meisterschaft mit. Nach einem Kopf-an-Kopf-Rennen mit Galatasaray Istanbul wurde diese am letzten Spieltag an den Erzrivalen Galatasaray vergeben. Auch in der Spielzeit 1963/64 spielte er wieder mit seinem Klub bis zum letzten Spieltag um die Meisterschaft mit und vergab sie am letzten Spieltag an Fenerbahçe Istanbul. Vor der Saison 1964/65 holte er mit seinem Verein den vorsaisonal gespielten Pokal des Türkischen Sportjournalisten-Vereins. In der Meisterschaft blieb sein Team ohne große Chancen, beendete aber im damals bestehenden Zwei-Punkte-System mit sechs Punkten Rückstand auf den Meister Fenerbahçe als Vizemeister. Dadurch gehörte er auch der ersten Mannschaft im türkischen Fußball an, die dreimal in Folge türkische Vizemeister wurde. In die startete 1965/66 startete Özacar mit der Titelverteidigung im TSYD-Istanbul-Pokal holen. Die Liga führte sein Verein schnell an und beendete die Spielzeit mit einem Sechs-Punkte-Vorsprung gegenüber dem Zweitplatzierten Galatasaray Istanbul als türkische Meister. Özacar bildete mit seinen Sturmpartnern Ahmet Şahin, Yusuf Tunaoğlu, Sanlı Sarıalioğlu und Faruk Karadoğan eines der erfolgreichsten Offensivgespanne der Liga. Zudem erreichte Özacar mit seinem Verein das Finale des Türkischen Pokals, unterlag hier Galatasaray mit 0:1 und verfehlte damit den ersten Double-Sieg der Vereinsgeschichte. Die nachfolgende Spielzeit gelang ihm mit seinem Team zudem Titelverteidigung in der Meisterschaft, die erste der Vereinsgeschichte. Außerdem holte sein Team in dieser Spielzeit den Präsidenten-Pokal, eine frühere Version des späteren türkischen Supercups. Die nächsten drei Spielzeiten verfehlte Özacarss Mannschaft die türkische Meisterschaft und konnte zweimal den Spor-Toto-Pokal holen. Nach den eher enttäuschenden drei Spielzeiten entschied sich Özacar dafür seine Karriere im Sommer 1970 zu beenden. So beendete er mit einem am 29. Oktober 1970 ausgetragenen Abschiedsspiel gegen eine Auswahlmannschaft seine Karriere.
Nachdem sein Verein in der Saison 1970/71 Engpässe im Kader ausstehen musste, wurde Özacar aus seinem Ruhestand geholt und absolvierte bis zum Saisonende vier weitere Ligaspiele.

### Nationalmannschaft
Özacar wurde im Dezember 1962 vom Nationaltrainer Ljubiša Spajić, zu dieser Zeit auch Özacars Trainer bei Beşiktaş, im Rahmen eines Testspiels gegen die dänische Nationalmannschaft zum ersten Mal für das Aufgebot der türkischen Nationalmannschaft nominiert und gab in dieser Begegnung sein A-Länderspieldebüt. Anschließend fand er keine Berücksichtigung mehr.
Zuvor absolvierte er zwischen 1959 und 1961 zwei Spiele für die türkische B-Nationalmannschaft, der damaligen zweiten Auswahl der türkischen Nationalmannschaft.

## Tod
Özacar, der längere Zeit an einer unheilbaren Krankheit litt, verstarb am 23. Oktober 2005 an den Folgen dieser Krankheit in Istanbul. Er wurde zwei Tage später nach dem Mittagsgebet in der Istanbuler Şişli-Moschee im Kozlu-Friedhof beigesetzt.

## Trivia
- Mit seinem Tor zum 1:0-Heimsieg der Partie des Europapokals der Landesmeister vom 28. September 1960 gegen SK Rapid Wien schoss Özacar das erste Tor Beşiktaş' in den europäischen Pokalwettbewerben.[3]

## Erfolge
Beşiktaş Istanbul
- Türkischer Meister: 1959/60, 1965/66, 1966/67
- Türkischer Pokalfinalist: 1965/66
- Präsidenten-Pokalsieger: 1966/67
- Pokal des Türkischen Sportjournalisten-Vereins: 1964/65, 1965/66
- Spor-Toto-Pokalsieger: 1965/66, 1968/69, 1969/70
- Föderationspokal: 1956/57, 1957/58